# Schloss Neuhaus (Salzburg)
Das Schloss Neuhaus steht am Kühberg im Stadtteil Gnigl der Stadt Salzburg und war mit der Gnigler Schanze früher Teil einer Befestigungsanlage, die sich über die heutige Neuhauserstraße bis zum Kapuzinerberg und zur Stadt Salzburg zog.

## Geschichte
Schloss Neuhaus wurde vermutlich am Anfang des 13. oder am Ende des 12. Jahrhunderts erbaut. Chunradus de nova domo (Konrad von Neuhaus) wird 1219 erstmals erwähnt. Am Anfang des 14. Jahrhunderts kam die Burg ins Eigentum des Erzstifts und wurde 1424 unter Erzbischof Eberhard III. von Neuhaus zu einem wehrhaften Sommersitz ausgebaut.
1508 wurde Neuhaus Sitz eines Pfleggerichts, später auch Landgericht. 1599 war das Gebäude so baufällig, dass der Pfleger (Richter) in den Ort Gnigl übersiedelte. Im Dreißigjährigen Krieg besaß das Schloss eine wichtige strategische Funktion in Verbindung mit der Gnigler Schanze und dem Franziskischlössl zur Verteidigung der Stadt und ihrer Umgebung. Nach 1650 wurde die Burg wieder für das Pfleggericht benutzbar gemacht. 1695 richtete ein Blitzschlag und in der Folge ein Brand großen Schaden an, der Sitz des Gerichtes musste erneut übersiedeln.
Kurz vor Ende des Erzstifts umfasste das Pfleg- und Landgericht Neuhaus die Hofmark Gnigl, die Schrannen Heuberg, Bergheim, Hallwang und Eugendorf, das Fürst-Chiemseeische Freigericht Koppel, und die Baron-Relingsche Hofmark Ursprung. Unterstellt waren die Pfarre Bergheim, die Pfarrkuratie Gnigl, und die Vikariate Eugendorf, Hallwang und Koppel.
Oswald Graf Thun mietete das Schloss 1796 zunächst und erwarb es dann 1811. Ab 1851 wurde verschiedener neugotisch-historisierender Schmuck hinzugefügt.
1921 erhielt Wolfgang Freiherr von Thienen-Adlerflycht anlässlich der Hochzeit mit Anna Gräfin von Thun das Schloss als Geschenk. Bald danach kaufte dessen Verwandter Adolf Graf Dubsky das Schloss. Dieser Graf war ein Halbbruder von Marie von Ebner-Eschenbach geb. Gräfin Dubsky, die häufig auf Schloss Neuhaus zu Gast war.
Bis vor kurzem befand sich das Schloss im Privatbesitz der Familie Topić Mimara; es wurde 1963 vom bekannten Maler Ante Topić Mimara erworben. Es bot mit seiner Galerie eine Heimstätte für zeitgenössische Kunst.

Derzeit steht Schloss Neuhaus als Privatwohnsitz im Eigentum des deutschen Industriellen Hubertus Benteler und ist nicht öffentlich zugänglich.
Schloss Neuhaus steht unter Denkmalschutz.

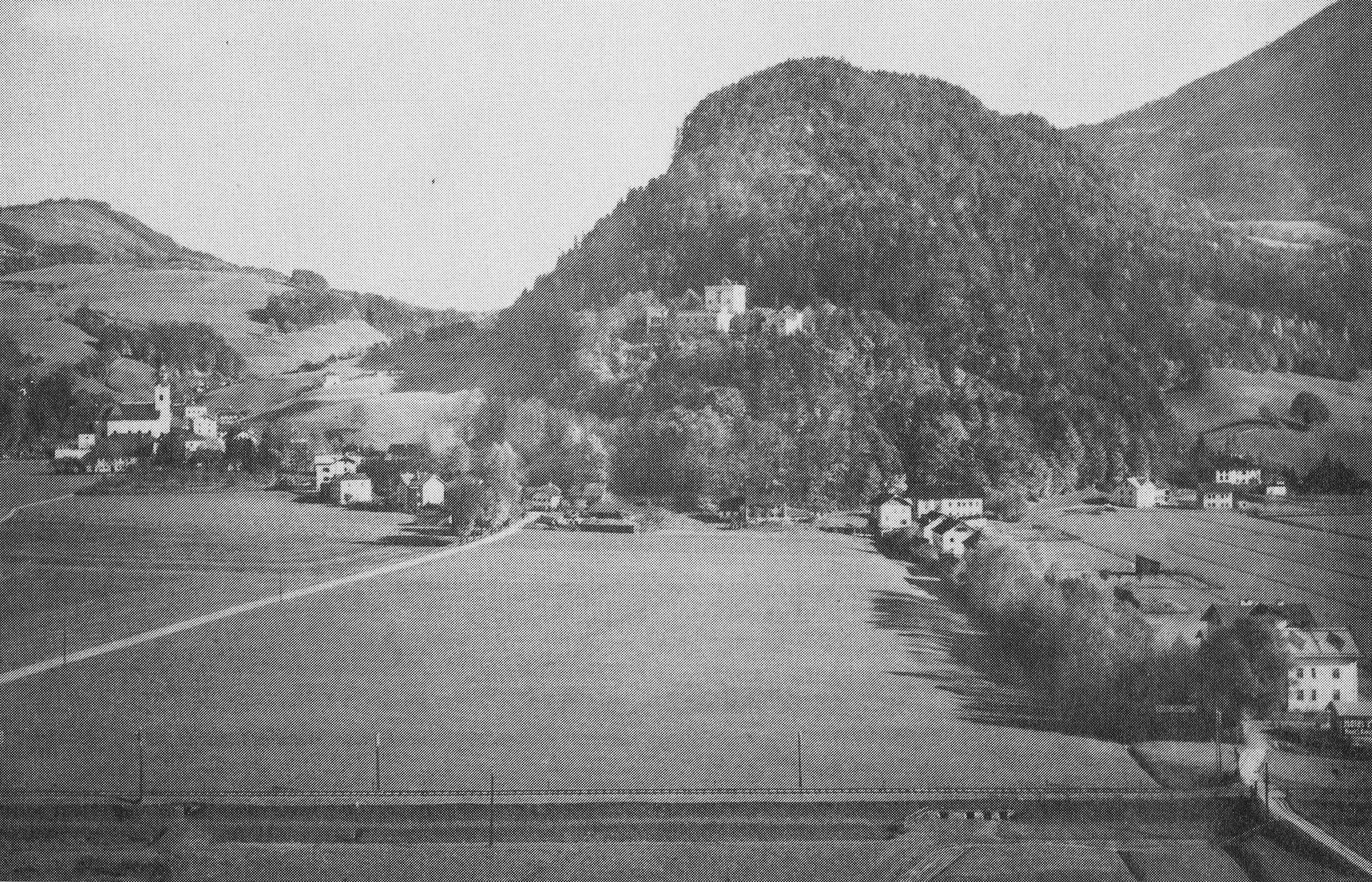
Schloss Neuhaus in Gnigl (1893)

## Baubeschreibung
Das Schloss besteht aus dem mächtigen Wohnturm, einem langgestreckten Wohngebäude und dem ehemaligen Gesindetrakt, die umgeben sind von einer im 19. Jahrhundert vom damaligen Eigentümer Oswald Graf Thun mit einer Zinnenkrone versehenen wehrhaften Umfriedung. Der Zugang zu der Burg erfolgt von Süden. Auch der alte Wohnturm, der auf das 13. Jahrhundert zurückgeht und der nach 1400 auf fünf Geschoße erhöht wurde, zeigt sich seit dem 19. Jahrhundert zinnenbekrönt. Vor wenigen Jahrzehnten wurden viele historisierende Elemente wieder entfernt. Eine Marmorplatte im Burghof über der Türe zum Stiegenhaus stammt vom ehemaligen Einödhof in Morzg und zeigt einen Engel mit dem Wappen des Grafen Johann Ernst von Thun.
Die beherrschende Mitte der Anlage (Nebengebäude, moderner Neubau, Wirtschaftsgebäude) bildet auch heute der fünfgeschoßige mittelalterliche Wohnturm.